# 賈斯丁·韋蘭德
賈斯丁·布魯克斯·韋蘭德（英語：Justin Brooks Verlander，1983年2月20日—），綽號「虎王」，美国職業棒球投手。韋蘭德曾效力於底特律老虎、休士頓太空人與紐約大都會，目前效力於舊金山巨人。
韋蘭德是右投右打，身高6英尺5英寸（1.96），體重225磅（102）。身為前老虎隊先發輪值中的王牌投手，他被認為是球隊能夠在2011到2014球季連續四年拿下美國聯盟中區冠軍，2006年和2012年的兩次美國聯盟冠軍，還有休士頓太空人能夠在2017年贏得隊史首個世界大賽冠軍的關鍵人物。他在老虎隊的許多個人數據也榜上有名，包括隊史第二多的三振數（2,373次），第七多的勝場數（183勝）和第八多的投球局數（2,511局）。
韋蘭德生涯獲得許多榮譽，他是七次大聯盟全明星，五次美聯三振王和兩次美聯勝投王。他也是2006年球季的美聯新人王，並在2007年6月12日，在聯信球場面對密爾瓦基釀酒人時投出生涯首次無安打比賽。2009年，他生涯首次在美國聯盟的三振跟勝投都拿下第一。韋蘭德在2011年球季迎來生涯最成功的一年，包含他在2011年5月7日面對多倫多藍鳥的生涯第二場無安打比賽。該球季結束之後，韋蘭德贏得了美聯三冠王、毫無異議地美聯賽揚獎得主、美聯最有價值球員獎和運動新聞報年度球員獎。
老虎隊在2017年的交易大限之前將韋蘭德交易到休士頓太空人，他馬上在球隊中產生極大的影響力，進入季後賽之前的五場先發皆未嘗敗績。他幫助太空人進入世界大賽並擊敗洛杉磯道奇，並摘下個人生涯第一枚世界大賽戒指。而他在2017年美国联盟冠军赛的優異表現也獲得該系列戰最有價值球員，他也是貝比·魯斯獎的共同獲獎者（與隊友荷西·奧圖維），以表揚該年度季後賽表現最傑出的球員。2018年球季，韋蘭德成為大聯盟歷史上第114位生涯200勝的投手，也是第20快達成這項里程碑的球員（412場先發）。2019年9月1日，韋蘭德成為大聯盟歷史上第六位在生涯中投出至少三場無安打比賽的投手。

## 早年生活
韋蘭德從小成長於維吉尼亞州古奇蘭郡的馬納金-薩伯特，與父母以及兩個哥哥理查（Richard）、凱西（Kathy）和最小的弟弟班（Ben）一起生活。他的父母於2012年的《Rocks Across the Pond: Lessons Learned, Stories Told》一書中，描述了韋蘭德的生活經驗和成長故事。他最小的弟弟班·韋蘭德也在屬於老虎隊底下的小聯盟球隊擔任外野手。班於2017年6月23日被球隊釋出。

## 職業生涯

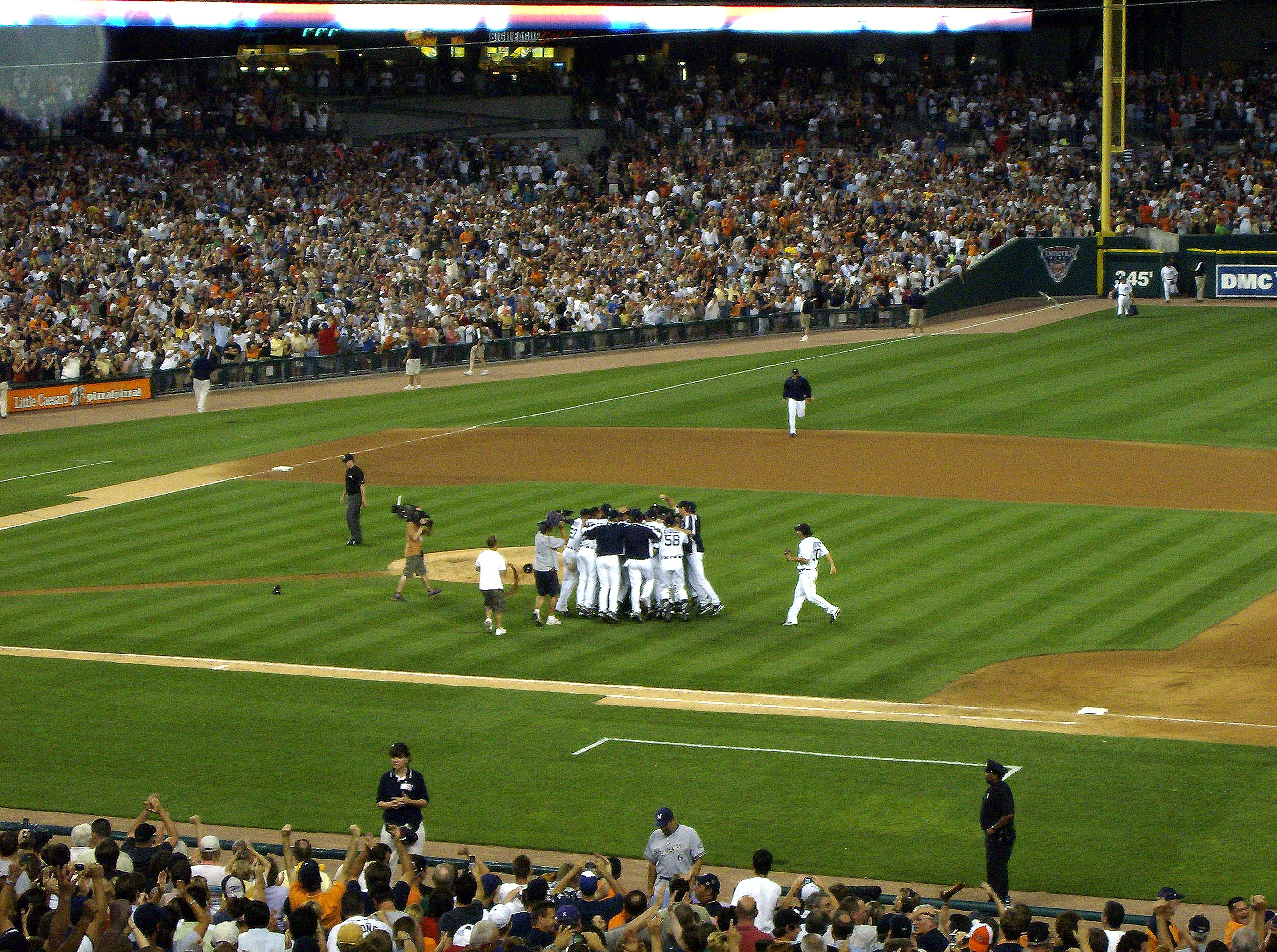
2007年6月12日，韋蘭德在投出無安打比賽後獲得隊友歡呼。

### 底特律老虎

#### 2005年—2006年：大聯盟初登板和美聯新人王
2005年7月4日，韋蘭德在大聯盟初登板，只先發了兩場比賽，繳出0勝2敗、7.15防禦率的成績。
2006年，在韋蘭德生涯第一個完整的大聯盟球季，他獲得底特律老虎隊第五號先發的位置，並成為球隊的開幕戰投手。這一年韋蘭德繳出17勝9敗、3.63防禦率的成績，並在186局的投球局數中投出124次的三振。同時他成為第一位在6月底之前就拿下10勝的菜鳥投手，並在這一年球季結束以後獲得美国联盟最佳新人。在2006年世界大賽的第一戰，韋蘭德擔任先發投手面對聖路易紅雀的安東尼·雷耶斯，最後老虎在第五戰敗給紅雀無緣世界大賽冠軍。

#### 2007年—2008年：首次無安打比賽和全明星賽
2007年，韋蘭德的狀況持續火熱，球季結束他繳出18勝6敗、3.63防禦率的成績，並在201.3局投球局數中投出183次的三振。6月12日，韋蘭德在與密爾瓦基釀酒人的一場比赛中投出無安打比赛，這一場比賽他還投出生涯最高的單場12次三振及球速高達102英哩（164公里）的快速球，僅送出2次保送。
2008年，韋蘭德的成績下滑，在開季4連敗之後才拿下第1勝。球季最終他苦吞大聯盟最多的17敗，僅繳出11勝17敗、4.84防禦率的成績，在201局的投球局數中投出163次的三振。

#### 2009年—2010年：第一次成為美聯勝投王及三振王
2009年，韋蘭德投出生涯最佳的一年，拿下19勝為美國聯盟的勝投王，並且以269次三振獲得美國聯盟的三振王，240局的投球局數是生涯的新高，3.45的防禦率是生涯最佳，這一年的快速球的平均球速為95.6英哩（約153.9公里）。2010年2月4日，韋蘭德和老虎簽下5年8000萬美金的合約。

#### 2011年：第二次無安打比賽、美聯三冠王、美聯賽揚獎及最有價值球員
2011年4月22日，韋蘭德達成生涯第1000次三振，成為老虎隊史上第15位達成此紀錄的球員。5月7日，他面對多倫多藍鳥投出生涯第二場無安打比賽，送出4次三振、1次保送和最快101 mph（163 km/h）快速球。他在保送J.P.艾倫西比亞投了8局的完全比賽，這也是藍鳥隊該場比賽唯一的上壘者。5月13日，在下一場先發面對堪薩斯皇家的比賽中，他投了6局的無安打比賽之後被打出三壘安打。因此他在過去的3場先發當中，共投了連續15又3分之2局沒被擊出任何安打。
6月14日，韋蘭德面對克里夫蘭印地安人又投了7局的無安打比賽，直到8局被奧蘭多·卡布雷拉擊出一壘安打，比賽最終完投9局只被擊出2支安打。6月19日，他在下一場先發又完投9局僅被泰·威金頓打出一發全壘打失掉1分。6月25日，他面對亞利桑那響尾蛇送出生涯新高的14次三振。他也第四度的入選全明星賽，但是因為先發時間的關係而無法參與比賽。
7月31日，韋蘭德投出8局的無安打比賽，之後被梅西爾·伊茲圖里斯擊出一壘安打，他送出9次三振及2次保送。8月11日，韋蘭德面對克里夫蘭印地安人達成大聯盟生涯第100勝。8月27日，拿下勝投後讓韋蘭德成為繼1991年的比爾·格利克森之後第一位拿下20勝的老虎隊投手，也是繼2002年的柯特·席林後大聯盟第一位在8月結束之前拿下20勝的投手。
球季結數之後，韋蘭德以24勝5敗、250次三振、防禦率2.40的成績贏得美國聯盟投手三冠王。
而在稍早一個星期，洛杉磯道奇的左投手克萊頓·克蕭得到國家聯盟的三冠王。韋蘭德也以251局的投球局數、8成28的勝率（老虎隊史第6高）及0.92的被上壘率領先美聯,。整個球季韋蘭德從來沒有在任何一場比賽中投球局數低於6局或者100個用球數。2011年結束，韋蘭德拿下老虎隊史上生涯最高的三振率（8.3），和生涯第二高的勝率（6成52，同時也是現役投手中第4高）。
2011年，韋蘭德得到美聯運動新聞報年度球員獎，以表揚美國聯盟表現最傑出的投手的球員票選獎，和今日美國的美聯賽揚。同時，他也奪得2011年生涯第一座美聯賽揚獎及美聯MVP，也是繼1992年的丹尼斯·艾克斯利及1986年的先發投手羅傑·克萊門斯後，第一位同時拿下這兩個獎的美聯投手。雖然韋蘭德是毫無異議地拿下2011年美聯賽揚獎，但是在贏得美聯MVP的票選方面則是與波士頓紅襪的雅戈比·艾爾斯布里十分接近，以280分比242分並在28票中拿下13票第一名而獲獎。

#### 2012年：美聯賽揚獎第二名及全明星賽

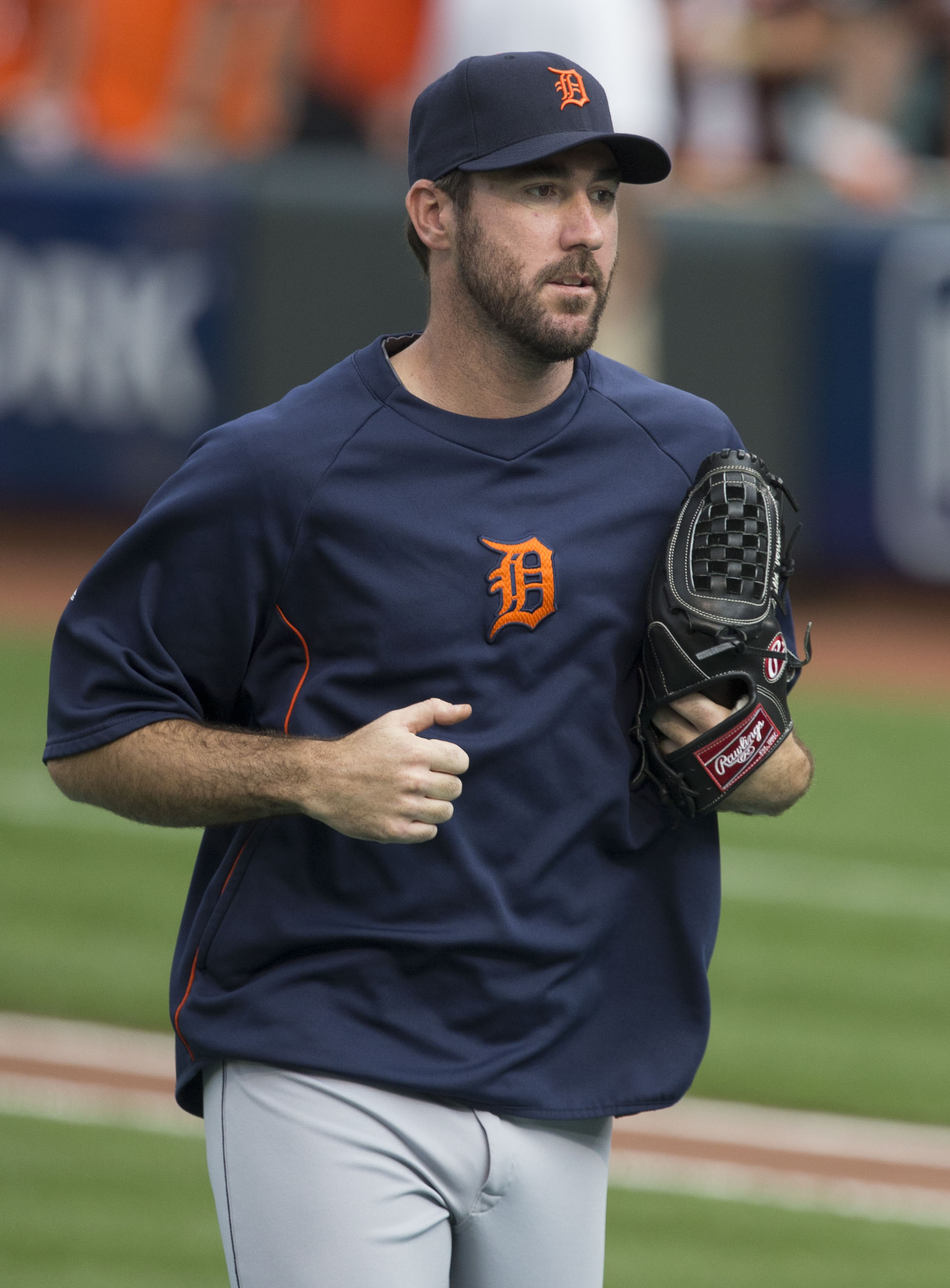
2014年韋蘭德於美聯冠軍戰第一戰。

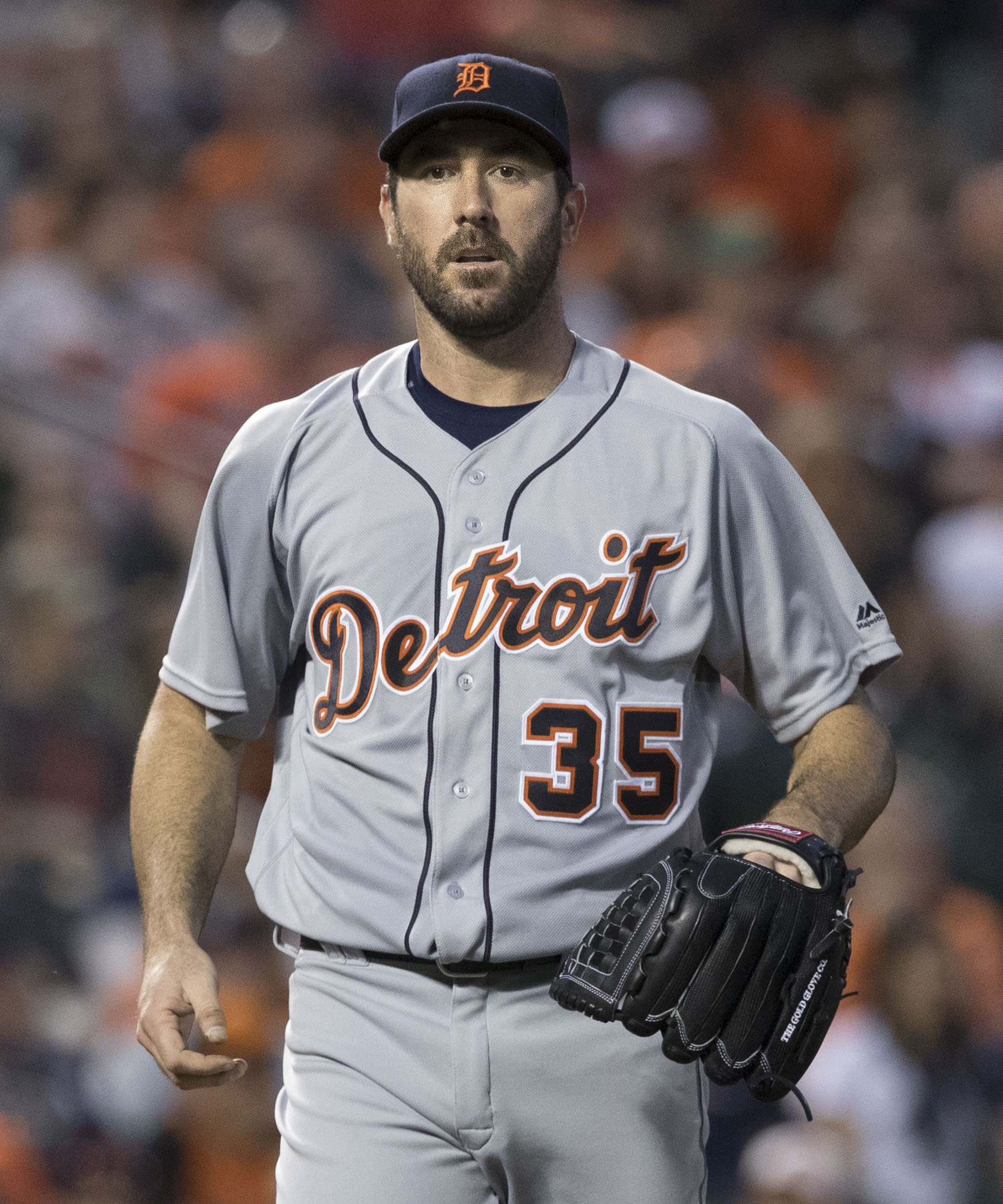
2016年韋蘭德在巴爾的摩的金鶯公園。

2012年球季則以4分之差敗給大衛·普萊斯，無緣繼蒂姆·林斯肯08、09年球季之後連續兩年獲得賽揚獎的投手。

#### 2013年：大聯盟史上最高薪投手合約
2013年，在開季之前韋蘭德和老虎隊達成了一份7年1.8億美元的合約，此外如果他在2019年達成賽揚獎投票的前五名的話，2020年還會有一個2200萬美元的自動續約選擇權，共計2.02億美元。這份合約使得他成為大聯盟歷史上身價最高的投手，平均年薪高達2800萬美元。

### 休士頓太空人

#### 2017年：告別老虎隊、美聯冠軍賽最有價值球員、世界大賽冠軍
2017年7月，老虎隊因為球隊戰績不佳，再加上陣中王牌投手韋蘭德表現不如以往的狀況之下，有意將他交易來降低豪華稅，增加球隊薪資空間以換取潛力新秀。9月1日，韋蘭德在大聯盟831交易大限隔天被老虎隊交易至休士頓太空人，並且在該年的季後賽奪得生涯第一座世界大賽冠軍。

#### 2018年：大聯盟生涯200勝、2500次三振、美聯賽揚獎第二名
2018年3月5日，韋蘭德被選為太空人開幕戰的先發投手，同時也是他生涯第10次擔任開幕戰先發投手。當天他先發面對德州遊騎兵的科爾·漢梅爾斯，主投6局無失分，送出5次三振，最終太空人以4比1擊敗遊騎兵，韋蘭德拿下勝投。
5月1日，韋蘭德面對紐約洋基，飆出平生涯紀錄的單場14次三振，且主投八局無失分，但是由於太空人打線前8局也遭到壓制，洋基隊後來在第9局從太空人牛棚投手中攻下4分，韋蘭德無關勝敗。
5月7日，韋蘭德先發面對亞利桑那響尾蛇，主投6局，被打3支安打，失2分，送出8次3振和3次保送，防禦率1.17。終場太空人以1比3輸球，他吞下來到太空人之後的首敗，也終止了個人例行賽跨季11連勝的紀錄。5月17日，韋蘭德在客場先發面對洛杉磯天使，最終完投完封也是生涯第24次完投，幫助太空人以2比0擊敗天使，同時在9局下三振大谷翔平奪得生涯第2500次三振，也是大聯盟第33位達成這項里程碑的投手，他目前的三振數在現役投手中僅落後紐約洋基的C.C. 沙巴西亞。
2018年球季的前12場比賽結束，韋蘭德在17個不同的類別領先全美國聯盟，包括防禦率（1.11）、勝場（7）、投球局數（81.1）、投手WAR（3.3）、被上壘率（0.713）、被安打率（4.8）、平均被打擊率（.153）等。韋蘭德被提名為美聯5月單月表現最佳投手，他第五次獲此殊榮。在六次的先發中，他繳出0.86的防禦率和.437的整體攻擊指數，在41又3分之2局的投球局數當中，送出50次三振，只被擊出9支長打。韋蘭德在5月的開始跟結束都面對到洋基隊，該隊是唯一擁有.800整體攻擊指數的先發打線，但他都完全主宰了比賽，在14又3分之2局中送出20次三振，只被得到1分。
7月8日，韋蘭德第七次入選全明星賽，也是在太空人的第一次。但是他在明星賽前的星期天因為先發輪值的關係，所以沒有參加明星賽。7月22日，韋蘭德面對洛杉磯天使主投6局飆出11次三振，終場太空人完封天使，這場他快速球的使用比率高達72.8%，是自2009年9月以來的新高，同時他還投出本季最快的99.2英哩（約159.6公里）快速球，球的轉速也達到2777rpm。
8月20日，韋蘭德面對奧克蘭運動家，雖然狀況不佳僅投5.1局就失4分，不過靠著隊友火力的支援，他第三度挑戰大聯盟生涯200勝終於成功，也成為現役投手中第三位生涯200勝的投手，僅次於德州遊騎兵的老將巴特羅·柯隆和紐約洋基的C.C. 沙巴西亞。
9月11日，韋蘭德在被交易後首次回到老東家底特律，先發主投7局被擊出6支安打失2分，並送出10次三振，也是他生涯第52次單場達到雙位數三振。這場比賽後他以單季258次三振超越隊友格里特·柯爾成為美聯三振王，同時也是繼2002年的藍迪·強森和柯特·席林之後，再度有球隊同時有兩名球員在同一球季奪得至少250次三振。在上場期間韋蘭德獲得許多球迷起立鼓掌，聯信球場也播放了一段致敬影片，展示了他過去在老虎隊13個球季所帶來的精采表現。9月17日，韋蘭德在主場先發面對亞利桑那響尾蛇，對決外號「Z魔神」的賽揚強投扎克·葛蘭，7局飆出11次三振僅有1次保送，被敲出3支安打包括1發陽春砲，責失1分，拿下本季第16勝。賽後他的單季三振達到269次追平2009年的生涯紀錄，同時投球局數202局是生涯第11度單季破200局，也是大聯盟自1994年之後的第3人達成此紀錄。
9月23日，韋蘭德面對洛杉磯天使主投6局零失分，送出11次三振沒有任何保送，只被打出1支安打繳出優質先發，並以280次三振刷新個人生涯單季三振新高。雖然他退場時太空人仍以1比0領先，但是天使在第8局攻下5分，因此韋蘭德無關勝負，而太空人最終以10比5擊敗天使。這場賽後，韋蘭德幫助太空人先發投手團隊的三振次數累計達1069次，打破了克里夫蘭印地安人在2017年球季所創下的1066次三振，成為大聯盟的新紀錄。
9月30日，韋蘭德在客場面對巴爾的摩金鶯，先發主投6局用了99球，飆出10次三振1次保送，不過比賽最終無關勝敗，讓韋蘭德的勝場數仍停留在16勝，這也是他連續4場比賽達到雙位數三振。賽後韋蘭德確定以290次三振成為美聯三振王，也是太空人在1988年的諾蘭·萊恩之後，首次有投手稱霸聯盟三振榜。
韋蘭德以16勝9敗、214局的投球局數，並繳出2.52的防禦率加上生涯新高的290次三振結束2018年球季。他繳出了自美聯MVP以及2011年賽揚獎以來最低的防禦率，還有生涯第五次拿到美聯三振王。韋蘭德也以0.902的被上壘率和7.84的三振四壞比領先全大聯盟。他有著全大聯盟投手中最高的飛球比率（51.4%），而保送率1.6也是生涯新低。球季結束前他連續四場比賽單場三振10位以上的打者，使他本季有13場比賽達到雙位數三振。
10月5日，美聯分區賽第一戰，韋蘭德面對克里夫蘭印地安人，在5又3分之1局的投球局數中送出7次三振，拿下勝投。太空人後來直落三橫掃了印地安人，並且在美聯冠軍賽面對波士頓紅襪。10月14日，美聯冠軍賽第一戰，韋蘭德在芬威球場先發並拿下勝投，在6局的投球當中只被擊出兩支安打失兩分。韋蘭德在系列戰第五戰先發面對前賽揚強投大衛·普萊斯，主投6局被敲出7支安打失4分吞下敗投。而他在第3局下被J.D馬丁尼茲轟出陽春砲，使得自己在季後賽連續26局無失分的大聯盟紀錄被破，這也是他生涯第一次在季後賽淘汰賽中嘗到敗績。賽後太空人因為三連敗慘遭紅襪淘汰，無緣本季的世界大賽。
11月4日，2018年美聯賽揚獎的投票結果宣布，韋蘭德在與坦帕灣光芒的布萊克·史奈爾爭奪之後，以15分之差（169分比154分）拿下第二名。韋蘭德拿到13張第一名選票，而史奈爾拿到17張。這是韋蘭德生涯第三次在塞揚票選上排名第二，第六次票選排名前五名。

#### 2019年：第三次無安打比賽、3000次三振、第二座賽揚獎
開季前，對於自己在2019年球季結束後將成為自由球員，韋蘭德表示：「我的計劃想投到40歲，但我不需要1份5年的合約。」。
3月25日，韋蘭德與太空人隊提前達成了一份兩年6600萬美元的續約（約新台幣20億元），代表他將會繼續留在該隊效力至2021年球季。而這份年薪平均3300萬美元的合約也僅次於洛杉磯天使強棒「神鱒」麥可·楚奧特的3583萬美元，和亞利桑那響尾蛇王牌投手「Z魔神」扎克·葛蘭基的3440萬美元。
3月29日，韋蘭德擔任太空人隊本季開幕戰的先發投手，對決坦帕灣光芒隊的賽揚強投布萊克·史奈爾，這是他生涯第11次主投開幕戰，與西雅圖水手的「國王」費利克斯·赫南德茲和紐約洋基的「沙胖」C.C. 沙巴西亞並列現役球員最多次。當天他主投7局只失1分，幫助太空人以5比1取得勝利，韋蘭德也拿下本季首勝。
4月14日，韋蘭德面對西雅圖水手，先發主投6局，共飆出11次三振沒有保送，僅在6局下被米契·漢尼格敲出陽春砲失1分，並在第103個用球數投出99英哩（約158.4公里）快速球，獲得本季第2勝。
5月22日，韋蘭德面對芝加哥白襪，主投8局飆出12次三振，前6局皆無讓白襪隊擊出安打，僅在第7局被荷西·阿布瑞尤擊出1支陽春砲失分，奪得本季第8勝，防禦率2.24。
6月2日，韋蘭德在客場面對奧克蘭運動家，先發主投8局僅失1分，送出8次三振，拿下本季第9勝。賽後韋蘭德的生涯三振數來到2809次，超越名人堂傳奇投手賽·揚的2803次，在大聯盟史上三振數排行榜名列第21名，與第20名前洋基隊名人堂投手麥克·穆西納的2813次也相去不遠。而他本季先發13場，被打擊率（0.150）和每局被上壘率（0.74）皆為全聯盟最佳，而前13場先發被打擊率只有0.150更是自1920年活球年代以來第二低。
6月12日，韋蘭德在主場面對密爾瓦基釀酒人，主投7局飆出生涯新高的單場15次三振，失3分無關勝敗。此外，韋蘭德送出的15三振都是揮空棒三振，這也是2008年大聯盟啟用Statcast系統以來，第5次單場15次三振都是揮空三振。
韋蘭德生涯第8度被提名為美國聯盟全明星隊。獲選當時，韋蘭德有著10勝3敗、防禦率2.86、147次三振和領先全大聯盟的0.794被上壘率。7月9日，韋蘭德生涯第2度獲選為全明星賽的先發投手，主投1局面對三位打者，送出兩次三振沒有被擊出安打。
7月30日，韋蘭德在客場面對克里夫蘭印地安人，主投7局飆出13次三振，僅被擊出2支安打，太空人以2比0贏球。這場勝投是他自2014年6月21日以來在印地安人主場的首勝，也是他過去四場先發的四連勝。此外，他也達成了生涯第2900次三振，賽後生涯三振數來到2902次。
8月4日，韋蘭德面對西雅圖水手，主投6局飆出10次三振，太空人隊以3比1贏球。在單場雙位數三振的表現之下，韋蘭德生涯第9度達成單季200次三振。他成為大聯盟史上第七位達成9次單季200次三振的選手，另外六人分別為諾蘭·萊恩、藍迪·強森、羅傑·克萊門斯、湯姆·西佛、佩卓·馬丁尼茲和鮑勃·吉布森，除了克萊門斯以外其他人都進入了棒球名人堂。
8月16日，韋蘭德面對奧克蘭運動家主投7局飆出11次三振。這是他連續六場先發達到雙位數三振，寫下太空人隊史新紀錄，也是自2017年的麥斯·薛澤和克里斯·塞爾之後首位達成此成就的投手。加上前一場先發面對巴爾的摩金鶯，韋蘭德的生涯三振數已經超過了生涯投球局數。
8月21日，韋蘭德在客場面對底特律老虎，完投9局飆出11次三振，僅管沒有任何保送且僅被敲出兩支安打，但兩支都是陽春砲失掉2分，太空人隊最後仍以1比2輸球，韋蘭德吞下敗投。他是自1908年後，第三位投滿9局飆出至少10次三振、沒有保送、被敲2安打以下，還吞下敗投的選手。前兩位分別為2012年的詹姆斯·席爾斯和2017年的里奇·希爾。此外，韋蘭德本場送出11次三振也是他連續7場比賽單場達到雙位數三振。
9月1日，韋蘭德在客場面對多倫多藍鳥，投出生涯第三場無安打比賽。除了第一局面對卡文·比吉歐投出保送以外，沒有讓任何人上壘，還飆出14次三振，賽後他以17勝並列大聯盟勝投王。這是韋蘭德在羅傑斯中心面對藍鳥隊所投出的第二場無安打比賽，讓他成為史上第三位投手對同支球隊投出無安打比賽，也是史上首位投手在同一座客場投出兩場無安打比賽。他也是史上第六位在生涯球季當中投出至少三場無安打比賽的投手。
9月7日，韋蘭德在主場面對西雅圖水手的菊池雄星，主投7局失1分，被擊出4支安打，送出7次三振、1個保送，太空人終場以2比1險勝。賽後韋蘭德拿下個人第18勝，獨居大聯盟第一，防禦率降至2.52，三振數264次僅次於隊友格里特·柯爾的281次，並成為本季第一位投球局數達到200局的投手。
9月22日，韋蘭德在主場面對洛杉磯天使，主投5局被敲6支安打，失掉2分，送出5次三振、2次保送，在隊友的打線支援下，韋蘭德獲得本季第20勝，獨居大聯盟勝投排行榜首位，這也是他生涯第二次單季至少20勝。太空人贏球後，連續三年在美國聯盟西區封王，也是隊史第9次獲得分區冠軍。
9月28日，是韋蘭德2019年賽季的最後一場先發，先發主投6局被揮出4支安打、失3分，狂飆12次三振，太空人終場6：3獲勝，他奪下本季第21勝。韋蘭德在4局下半三振洛杉磯天使的柯爾·考洪恩達成生涯第3000次三振，成為大聯盟史上第18位達成這項壯舉的球員。韋蘭德在6局下半同樣面對考洪恩投出本季第300次三振，也是生涯15年首次完成單季300次三振的紀錄。他與隊友格里特·柯爾成為自2002年亞利桑那響尾蛇的「巨怪」藍迪·強森和柯特·席林之後，大聯盟再次出現單季同隊有兩名先發投手達成300次三振的紀錄。
韋蘭德以21勝6敗，在223局的投球局數中送出創生涯新高的300次三振，並繳出2.58的防禦率結束2019年球季。他生涯第四度在投球局數上領先全大聯盟，生涯第三度拿下美聯勝投王，還有生涯第三度在被上壘率拿下第一名。他的被上壘率0.803是自2000年球季佩卓·馬丁尼茲所創下的0.737以來大聯盟單季最低的。韋蘭德也有著領先美國聯盟的三振四壞比（7.14）。他也以投手身分在勝利貢獻值（7.8）拿下第一和擁有最低的被安打率（5.529）。打者面對他投球時只有.172的打擊率是大聯盟最低，而他的殘壘率（88.4%）也是全大聯盟最優秀。另外，他的飛球率（45.2%）也是所有大聯盟投手中最高的。
10月5日，美聯分區賽第一戰，韋蘭德面對坦帕灣光芒，主投7局只被敲1安無失分，生涯季後賽第14勝，追平名人堂投手湯姆·葛拉文並列史上第3。韋藍德此役送出8次三振，累積季後賽175次三振亦是史上第3。10月9日，美聯分區系列戰有2勝1敗優勢的太空人，讓韋藍德僅休息3天就出賽對戰光芒，僅先發3.2局挨2轟退場，最後光芒以4比1擊敗太空人。10月19日，美聯冠軍賽第五戰，韋蘭德賽前在季後賽對戰洋基未嚐敗績，生涯7度對戰洋基取得4勝0負、防禦率2.38的佳績。未料今天先發7局挨2轟失4分，球隊終場以1：4輸球，韋蘭德也吞下對戰首敗。
10月23日，在2019年世界大賽的第二局上半，韋蘭德達成季後賽生涯第200次三振，創下了新的大聯盟紀錄，超越約翰·史摩茲所保持的紀錄199次。該場比賽他最終主投6局，送出6次三振，被擊出7支安打失掉4分，球隊以12比3輸給華盛頓國民隊。球賽結束後他也成為大聯盟史上首位在世界大賽前五場先發都吞下敗投的投手。
2019年11月12日，韋蘭德贏得生涯第二座賽揚獎，他獲得17張第一名選票，總分為171分。而隊友柯爾則是拿到13張第一名選票，總分為159分。這也是他第一次在太空人獲得這個獎項。

#### 2020-2022年：傷癒復出技壓群雄，三屆賽揚眾望所歸
2020年9月時，韋蘭德決定進行TJ手術，連帶使2021年球季報銷。2022年，休養一個賽季的韋蘭德以39歲高齡重出江湖，在本年度奪得18勝4敗，防禦率僅1.75的優異成績，並以全票獲得2022年度的美聯賽揚獎，也是他生涯第三度獲此殊榮。

## 投球風格
韋蘭德以四分之三的方式投球，為大聯盟著名的速球派先發投手，實戰使用的4種球路為平均94到95英哩的四縫線速球（最高球速曾達102英哩（約164公里）），78-81英哩左右的12-6曲球、85到88英哩的變速球，及85到88英哩的滑球。

### 快速球
韋蘭德的快速球，以其能在球賽中的任何時間點自由增減球速而聞名，即便在球賽後期局數中他仍能將球速投到超過95英里。自2008年賽季以來，即使身為全大聯盟中投球數最多的選手之一，他在8局後仍投出超過一百英里的球速，共計達44次，比起排名第二的球員James Paxton多了39次。在數個因傷提前結束的賽季後，許多人相信韋藍德的球速已經不再如同球迷所習以為常的那樣，但他卻逐步在2017年賽季又將速度提升到平均95.3英里，這比起他的2014年賽季高了4英里、比起2015年賽季則高出3英里。
韋蘭德的四縫線速球在沒有好球的情況下，平均速度為94.4英哩（約151.9公里），在兩好球之後的平均速度為97英哩（約155公里）。此外，根據大聯盟的Statcast系統顯示，他的四縫線速球有著高達2565rpm（2016年）的「頂級」轉速，明顯超出同年大聯盟平均等級的2264rpm，使得他的速球不只具有速度，還帶有更優良的尾勁。

### 變化球
在早期韋蘭德剛登上大聯盟時，他主要使用的變化球為曲球與變速球，2010年代開始投入滑球於實戰球路中，在一開始的時候球速大約只有85英哩左右，近年來他逐漸增加球速，這樣的改變也造成他的滑球有著離打者更近且更犀利的尾勁，讓很多人以為它是快速切球，即使他已經在很多場合都否認了這點。從2016年球季開始，韋蘭德已經逐漸地變成一位三種球路的投手（快速球、滑球、曲球），滑球取代了配球比例已大幅縮減的變速球成為主力球種，最近幾年他的變速球幾乎只有在專門對付左打者時才會使用，這個曾是他在2013年最常使用的球種，從2016年投球總數的8.5%，到了2017年剩下4%，到了2018年更是不到2%，在使用率下降的幅度方面顯而易見。對此韋蘭德表示，自己只是覺得投得越成功的球種就會越常使用，這也是他幾乎不再使用變速球的原因，因為自己看到它比其他的球種還容易被擊出安打。反之亦然，在滑球上造成好的效果以及成功則讓他增加了投球時使用的比率。
2017年到了太空人之後，韋蘭德使用滑球的比率更開始大幅的增加，總共占了2017年總球數的25.1%，也是他的身涯新高。他同時開始了混合著使用兩種滑球，通常用球速較慢、尾勁較長的經典滑球（時速大約85英哩）對付左打者的內角，可以水平或者垂直位移且有著至少1英吋左右的位移幅度，這也是他2009年首次使用的球路。另外他還會用球速較快、尾勁更犀利類似滑球與切球的混合球種，有著滑球的位移軌跡同時擁有切球的速度（時速大約90到91英哩），看起來像是快速切球並帶有一點水平位移，來對付右打者的外角。還有他的12-6曲球也經常能在投球中佔據優勢，能在任何時候使打者的揮棒時膝蓋彎曲，韋蘭德也會刻意地使用這種球路輕易地凍結打者或是打亂他們的節奏。

### 投球局數及三振數
由於投手在棒球中的使用方式不斷地變化，許多人認為韋蘭德是最後一位老派的速球型投手。他也被認為是一位高於平均水平的飛球型投手。從整個生涯來看，韋蘭德在投球局數一直接近或位於聯盟的頂端，在2009年、2011年、2012年領先全大聯盟。他曾9度達成投球局數前10名（2009年–2013年和2016年–2019年），而且有著12個球季達到單季200局以上的投球局數，是任何現役球員當中最多次。
韋蘭德的球威往往造成非常高的總三振次數，生涯有九個球季達到單季200次三振。他曾得過五次美聯三振王（2009年、2011年、2012年和2016年、2018年），並且在其中三個球季的三振次數領先全大聯盟（2009年、2011年、2012年）。而他生涯的三振率在老虎隊時期為8.5，到了太空人之後更提高到了11.8。

## 慈善活動
2016年，韋蘭德為美軍退伍軍人成立了「Wins For Warriors」基金會。2017年，該基金會在颶風哈維過後的募款活動中共募得24萬6311美元，以幫助受災的休士頓重建家園。韋蘭德也支援許多底特律當地貧困的慈善團體，目前為止韋蘭德在這些活動上已經捐助了超過1百萬美元。

## 個人生活

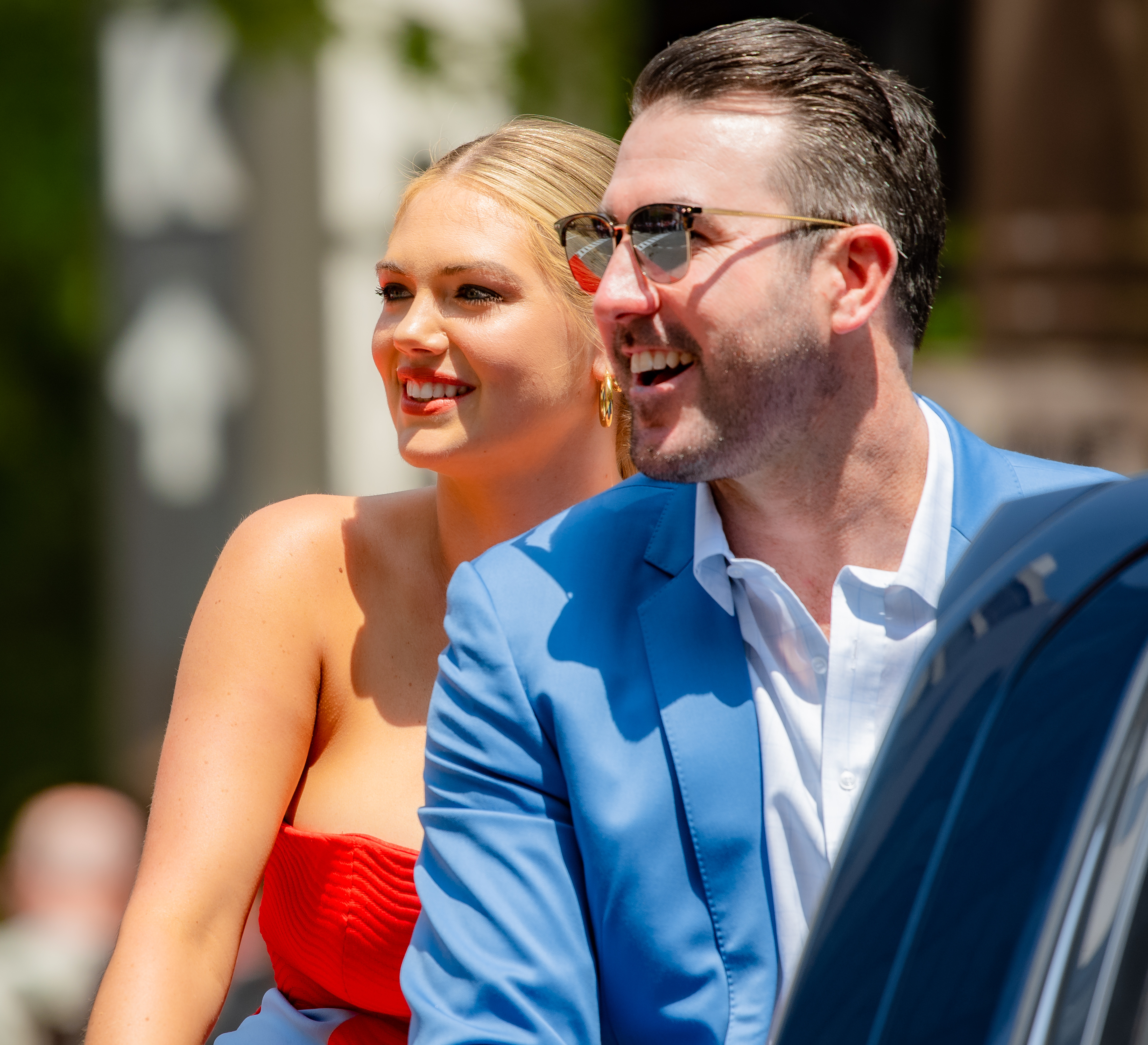
2019年韋蘭德與妻子凱特·阿普頓（左）。

韋蘭德在2014年初開始與美國模特兒凱特·阿普頓約會，雙方在2016年訂婚。2017年11月4日，在韋蘭德與太空人贏得世界大賽冠軍的兩天後，他們在義大利托斯卡尼的一個中世紀教堂結婚，該處可以俯瞰整個蒙塔尔奇诺山谷。2018年7月14日，與妻子共同宣布凱特懷了他們的第一個孩子。韋蘭德表示，在2014年自己處於身涯最低潮的時候，是妻子當時拯救了他，並幫助他在2016年重展往日身手。

## 生涯戰績
| 年度 | 球隊 | 背號 | 勝場                         | 敗場                         | 防禦率                       | 場次                         | 先發                         | 完投                         | 完封                         | 中繼                         | 救援                         | 局數                         | 被安打                       | 被全壘打                     | 四壞                         | 三振                         | 被打擊率                     | WHIP                         |
| 2005 | DET  | 59   | 0                            | 2                            | 7.15                         | 2                            | 2                            | 0                            | 0                            | 0                            | 0                            | 11.1                         | 15                           | 1                            | 5                            | 7                            | .313                         | 1.77                         |
| 2006 | DET  | 35   | 17                           | 9                            | 3.63                         | 30                           | 30                           | 1                            | 1                            | 0                            | 0                            | 186.0                        | 187                          | 21                           | 60                           | 124                          | .266                         | 1.33                         |
| 2007 | DET  | 35   | 18                           | 6                            | 3.66                         | 32                           | 32                           | 1                            | 1                            | 0                            | 0                            | 201.2                        | 181                          | 20                           | 67                           | 183                          | .233                         | 1.23                         |
| 2008 | DET  | 35   | 11                           | 17                           | 4.84                         | 33                           | 33                           | 1                            | 0                            | 0                            | 0                            | 201.0                        | 195                          | 18                           | 87                           | 163                          | .254                         | 1.40                         |
| 2009 | DET  | 35   | 19                           | 9                            | 3.45                         | 35                           | 35                           | 3                            | 1                            | 0                            | 0                            | 240.0                        | 219                          | 20                           | 63                           | 269                          | .243                         | 1.18                         |
| 2010 | DET  | 35   | 18                           | 9                            | 3.37                         | 33                           | 33                           | 4                            | 0                            | 0                            | 0                            | 224.1                        | 190                          | 14                           | 71                           | 219                          | .228                         | 1.16                         |
| 2011 | DET  | 35   | 24                           | 5                            | 2.40                         | 34                           | 34                           | 4                            | 2                            | 0                            | 0                            | 251.0                        | 174                          | 24                           | 57                           | 250                          | .192                         | 0.92                         |
| 2012 | DET  | 35   | 17                           | 8                            | 2.64                         | 33                           | 33                           | 6                            | 1                            | 0                            | 0                            | 238.1                        | 192                          | 19                           | 60                           | 239                          | .217                         | 1.06                         |
| 2013 | DET  | 35   | 13                           | 12                           | 3.46                         | 34                           | 34                           | 0                            | 0                            | 0                            | 0                            | 218.1                        | 212                          | 19                           | 75                           | 217                          | .253                         | 1.32                         |
| 2014 | DET  | 35   | 15                           | 12                           | 4.54                         | 32                           | 32                           | 0                            | 0                            | 0                            | 0                            | 206.0                        | 223                          | 18                           | 65                           | 159                          | .275                         | 1.40                         |
| 2015 | DET  | 35   | 5                            | 8                            | 3.38                         | 20                           | 20                           | 1                            | 1                            | 0                            | 0                            | 133.1                        | 113                          | 13                           | 32                           | 113                          | .229                         | 1.09                         |
| 2016 | DET  | 35   | 16                           | 9                            | 3.04                         | 34                           | 34                           | 2                            | 0                            | 0                            | 0                            | 227.2                        | 171                          | 30                           | 57                           | 254                          | .207                         | 1.00                         |
| 2017 | DET  | 35   | 10                           | 8                            | 3.82                         | 28                           | 28                           | 0                            | 0                            | 0                            | 0                            | 172.0                        | 153                          | 23                           | 67                           | 176                          | .234                         | 1.28                         |
| 2017 | HOU  | 35   | 5                            | 0                            | 1.06                         | 5                            | 5                            | 0                            | 0                            | 0                            | 0                            | 34.0                         | 17                           | 4                            | 5                            | 43                           | .149                         | 0.65                         |
| 2017 | 合計 | 35   | 15                           | 8                            | 3.36                         | 33                           | 33                           | 0                            | 0                            | 0                            | 0                            | 206.0                        | 170                          | 27                           | 72                           | 219                          | .221                         | 1.18                         |
| 2018 | HOU  | 35   | 16                           | 9                            | 2.52                         | 34                           | 34                           | 1                            | 1                            | 0                            | 0                            | 214.0                        | 156                          | 28                           | 37                           | 290                          | .200                         | 0.90                         |
| 2019 | HOU  | 35   | 21                           | 6                            | 2.58                         | 34                           | 34                           | 2                            | 1                            | 0                            | 0                            | 223.0                        | 137                          | 36                           | 42                           | 300                          | .172                         | 0.80                         |
| 2020 | HOU  | 35   | 1                            | 0                            | 3.00                         | 1                            | 1                            | 0                            | 0                            | 0                            | 0                            | 6.0                          | 3                            | 2                            | 1                            | 7                            | .150                         | 0.67                         |
| 2021 | HOU  | 35   | 因湯米約翰手術2021球季無上場 | 因湯米約翰手術2021球季無上場 | 因湯米約翰手術2021球季無上場 | 因湯米約翰手術2021球季無上場 | 因湯米約翰手術2021球季無上場 | 因湯米約翰手術2021球季無上場 | 因湯米約翰手術2021球季無上場 | 因湯米約翰手術2021球季無上場 | 因湯米約翰手術2021球季無上場 | 因湯米約翰手術2021球季無上場 | 因湯米約翰手術2021球季無上場 | 因湯米約翰手術2021球季無上場 | 因湯米約翰手術2021球季無上場 | 因湯米約翰手術2021球季無上場 | 因湯米約翰手術2021球季無上場 | 因湯米約翰手術2021球季無上場 |
| 2022 | HOU  | 35   | 18                           | 4                            | 1.75                         | 28                           | 28                           | 0                            | 0                            | 0                            | 0                            | 175.0                        | 116                          | 12                           | 29                           | 185                          | .186                         | 0.829                        |
| 18年 | 18年 | 18年 | 244                          | 133                          | 3.24                         | 482                          | 482                          | 26                           | 9                            | 0                            | 0                            | 3163.0                       | 2654                         | 322                          | 880                          | 3198                         | .225                         | 1.117                        |

- 粗體黑字為該年度聯盟最佳

- 數據統計自2022球季止

## 獎項和獎章
- 8次入選明星賽：2007年、2009年、2010年、2011年、2012年、2013年、2018年、2019年、2022年
- 6次美國職棒大聯盟單周表現最佳球員獎（英语：Major League Baseball Player of the Week Award）：（2006年5月22~28日、2007年6月11~17日、2011年5月2~8日、2011年6月13~19日、2011年9月12~18日、2018年4月12~18日）
- 5次美國職棒大聯盟單月表現最佳投手獎（英语：Major League Baseball Pitcher of the Month Award）：（2009年5月、2011年6月、2012年9月、2016年7月、2018年5月）
- 5次美國聯盟三振王：2009年、2011年、2012年、2016年、2018年
- 3次美國聯盟勝投王：2009年、2011年、2022年
- 3次無安打比賽：2007年6月12日、2011年5月8日、2019年9月1日
- 3次美國聯盟賽揚獎：2011年、2019年、2022年
- 貝比·魯斯獎：2017年
- 2次世界大賽冠軍：2017年、2022年
- 美國聯盟冠軍賽最有價值球員：2017年
- 2次美國聯盟防禦率王：2011年、2022年
- 美國聯盟投手三冠王：2011年
- 美國聯盟最有價值球員獎 ：2011年
- 年度最佳新人：2006年
- 美國職棒大聯盟單月表現最佳新人獎（英语：Major League Baseball Rookie of the Month Award）：2006年5月

## 外部連結
- 賈斯丁·韋蘭德在美國職棒官網（英语）
- 賈斯丁·韋蘭德在Baseball-Reference.com（大聯盟）（英语）
- 賈斯丁·韋蘭德在Baseball-Reference.com（小聯盟以及海外聯盟）（英语）
- 賈斯丁·韋蘭德在ESPN（MLB）（英语）
- 賈斯丁·韋蘭德在FanGraphs.com（英语）
- 賈斯丁·韋蘭德在Retrosheet（英语）
- 賈斯丁·韋蘭德在The Baseball Cube（英语）
- 賈斯丁·韋蘭德在台灣棒球維基館上的頁面（繁體中文）